# Robert de Roux
Pour les articles homonymes, voir de Roux.
Robert de Roux, né le 5 novembre 1899 à Sennecé-lès-Mâcon (Saône-et-Loire) et mort le 28 août 1942 à Ajaltoun (Liban), est un militaire français, compagnon de la Libération.

## Carrière militaire
Il a dix huit ans, lorsqu’il s’engage comme volontaire au 55e régiment d’infanterie, il sera blessé le 9 août 1918, dans la Somme. Après guerre en 1919, il sert dans la mission militaire française en Pologne sous les ordres du capitaine Charles de Gaulle. En 1921, il sort major de l'École nationale des sous-officiers d'active de Saint-Maixent, et s’engage dans les Troupes coloniales. Il sert successivement en Indochine (1922-1925), au Maroc, en Algérie et au Dahomey (1925-1928) puis de nouveau au Maroc (1929-1932). Il revient ensuite  à Saint-Maixent, comme professeur adjoint de tactique. Il repart en septembre 1934, avec le titre de commandant militaire du Togo. 
Lorsque débute la Seconde Guerre mondiale, il est chef de la subdivision de Bouar, (Oubangui-Chari). Profondément choqué à l’annonce de l’armistice, dès juillet 1940, il rallie civils et militaires de Bouar à la cause de la France libre. 
Après le ralliement de l’Oubangui-Chari au général de Gaulle, il intègre le Bataillon de marche n°2. Le 23 avril 1941, le BM 2 débarque à Suez et s’entraîne en Palestine. En juin, il participe à la campagne de Syrie. Il est promu lieutenant-colonel, et devient commandant militaire des territoires de Nord-Syrie. Le capitaine Henri Amiel, lui succède à la tête du BM2.
En octobre 1941, il prend la tête de la 2e Demi-brigade coloniale (2e DBC) formée par le BM 2 et le Bataillon du Pacifique. Il prend part à la campagne de Libye (Tobrouk – Halfaya) et dès février 1942, à la bataille de Bir-Hakeim avec la 1re Brigade française libre. Face à l’attaque allemande, il organise l’évacuation et la retraite à pied de son unité jusqu’à El Alamein.
Il meurt le 28 août 1942, en se rendant à Beyrouth, lorsque son avion s’écrase près d’Aajeltoun au Liban.

## Hommages
- La rue Robert de Roux dans le 13e arrondissement de Marseille concerne un homonyme, le fils de son frère René de Roux (1897-1987). Robert de Roux est un jeune Marseillais (1926-1944) mort à 17 ans en déportation à Willemshaven.
- Un camp militaire de Bangui, siège de l’état-major des Forces armées centrafricaines, porte son nom : le Camp de Roux.
- Son nom figure sur le mémorial commémoratif des douze compagnons de la Libération originaires de Saône-et-Loire inauguré le 16 octobre 2021 à Buxy[1].

## Décorations
|  |  |  |
|  |  |  |

- Chevalier de la Légion d'honneur
- Compagnon de la Libération par décret du 09 septembre 1942
- Croix de guerre 1914–1918 (2 citations)
- Croix de guerre des Théâtres d'opérations extérieurs avec étoiles d'argent
- Médaille interalliée de la Victoire
- Médaille commémorative de la guerre 1914–1918